# Proyecto Central de pasada Mediterráneo
Central de pasada Mediterráneo es la denominación de una obra proyectada para ser construida en un sector del norte de la Patagonia chilena con el objetivo de aprovechar hidroeléctricamente la potencia de la cuenca del río Manso, en la Región de Los Lagos.

## Características de la cuenca fluvial
La cuenca del río Puelo tiene sus cabeceras en el sudoeste de la Argentina, al noroeste de la provincia del Chubut (departamento Cushamen) y al sudoeste de la de Río Negro (departamento Bariloche). La mitad inferior pertenece a Chile, estando situada en la comuna de Cochamó, provincia de Llanquihue, centro-este de la Región de Los Lagos. Todas las aguas finalmente desembocan en el estuario de Reloncaví, correspondiente al océano Pacífico.
Se subdivide en dos grandes subcuencas: la del río Manso al norte y la del lago Puelo (o del curso principal del río Puelo) ubicada al sur.
Su cuenca posee una superficie de 8817 km²; el 65,9 % es de jurisdicción argentina (580 000 hectáreas) y el restante 34,1 % es chileno (300 000 ha). Esta cuenca es de régimen pluvial y nival. Si bien su superficie no es significativa, posee un potencial hidroeléctrico destacado provocado tanto por el notable descenso altitudinal que poseen todos los cursos que la integran como por las características pluviales de los territorios que drena, los que superan los 2000 mm de acumulados anuales en su mayor parte.

## Historia
Durante la primera presidencia de Michelle Bachelet —en el año 2008—, la Dirección General de Aguas de la Región de los Lagos obtuvo 45 millones de dólares al rematar en subasta pública los derechos no consuntivos sobre un máximo de aproximadamente 170 m³/s de las aguas del tramo chileno del río Manso (un curso fluvial compartido con la Argentina). Arturo Costabal García-Huidobro (empleado de la empresa jurídica Aninat Schwencke & Cía.) actuó de adjudicatario de los derechos, los que luego serían transferidos a la empresa Mediterráneo S.A.
Durante la segunda presidencia de Bachelet, en febrero de 2014, se aprobó un proyecto de aprovechamiento hidroeléctrico del río Manso, el cual fue denominado “Central de pasada Mediterráneo”. El visto bueno le fue otorgado por el Servicio de Evaluación Ambiental (SEA) de la Región de Los Lagos.
En febrero del año 2015 se aprobó la construcción de la obra, la cual comenzará sus obras el primer trimestre del año 2016, contemplándose que la puesta en marcha ocurrirá en el segundo trimestre del año 2018.

## Características de la obra
La obra proyectada aprovecha la potencia del caudal del río sin la necesidad de erigir un embalse, sino que en su lugar se hace un desvío del 90 % de las aguas mediante la creación de un brazo o curso artificial el cual tendría su nacimiento en una bocatoma que estaría situada en la confluencia de los ríos Manso y Torrentoso, en un sector denominado La Junta. Este brazo tomaría la forma de un largo túnel subterráneo de 5,5 km de longitud que, luego de una fuerte pendiente descendente (para acelerar la velocidad de las aguas y así elevar su potencia), permitirá activar una turbina que provocará el movimiento del generador, ubicado en una caverna de máquinas que se construirá bajo tierra, al igual que el túnel de aducción, la cámara de carga y la obra de rechazo de carga. Luego de ser turbinadas, las aguas serán reconectadas a su cauce natural.
La hidroelectricidad así producida sería luego conducida a través de un tendido (denominado “Línea Alto Reloncaví”) de una línea de alta tensión (de 220 KV) que, con subestaciones en ambos extremos, bajaría 63 kilómetros, primero por la ribera izquierda del río Puelo y luego por la derecha de este y del lago Tagua Tagua, hasta conectar con el tramo que viene de la central hidroeléctrica Canutillar (propiedad de Endesa) concluyendo en la subestación Alto Reloncaví. y así aportar electricidad al Sistema Interconectado Central (SIC). Unos kilómetros antes de concluir deberá sortear primero el ancho estuario de Reloncaví. Para poder hacer el cruce se diseñó la construcción de dos torres de suspensión de 150 metros de altura cada una, las que se levantarían a ambos costados del estuario. La capacidad instalada será de 210 MW, con una producción media anual estimada de 1190 GWh. La inversión estimada es de US$ 400 millones.
Para construir la obra se emplazarán dos campamentos de trabajadores —un máximo de 600 operarios— que trabajarán tres años y medio hasta su inauguración. Ya en la fase de operación dará trabajo a 12 empleados, durante un mínimo de 50 años, que es la vida útil estimada para la obra.
Los técnicos aseguraron que nunca se secará por completo el cauce, sino que mantendrán siempre libre, para que siga corriendo por el lecho del río Manso, como mínimo una parte del agua que transporta el río, porción que es denominada “caudal ecológico”, cuyo volumen fue definido por la DGA y es de 13,4 m³/s, teniendo en cuenta el promedio total que naturalmente posee el curso fluvial, que es de 150 m³/s.

## El rechazo de ambientalistas
Ambientalistas mostraron su rechazo, argumentando que la obra provocaría alteraciones en el valle de Cochamó, generando, además, impactos ambientales y afectando a sitios arqueológicos. 
Creen que las torres que permitirán el cruce del cableado por sobre el estuario repercutirán en un daño a la postal paisajística de Cochamó por lo que reclaman que de hacerse finalmente la obra, el cruce se haga mediante cableado submarino.
También proclaman que la central producirá la decadencia del turismo en la zona, principal fuente de recursos económicos para los habitantes de ese sector cordillerano.
La empresa de energía Endesa, propiedad en un 70% de Enel (empresa pública Italiana), tuvo proyectado construir una central hidroeléctrica, represando este río con un muro de 100 m de altura, e inundando cerca de 5000 ha, la cual hubiera tenido un  impacto de grandes proporciones no evaluadas en la flora y fauna de toda la cuenca del río Puelo y en las diferentes actividades económicas de la zona.
En octubre del 2016 descartó sus proyectos hidroeléctricos en Puelo y renunció a sus derechos de agua en la cuenca por considerar que estas inversiones no eran rentables y que tenían un fuerte rechazo de la comunidad.[cita requerida]
Mediterráneo S.A. ha solicitado al Servicio de Estudio de Impacto Ambiental de Chile, autorización para construir una central de pasada en el río Manso, tributario del río Puelo, con una potencia de 210 MW y una inversión estimada de US$ 400 000 000. El proyecto contempla además un tendido eléctrico que bajaría por la ribera norte del río Puelo hasta el estuario de Reloncaví para unir a la central con el Sistema interconectado central de Chile (SIC). La central tendría efectos negativos en la reproducción de salmones que en la actualidad suben por el río Puelo para desovar en la parte alta del río Manso. El tendido eléctrico, según se señala en el  estudio de impacto ambiental presentado por la empresa, tendría un efecto negativo importante e irreversible en la vasta actividad  turística de la zona.
El 31 de diciembre de 2017, la Corte Suprema de Justicia falló en contra de Mediterráneo S.A. declarando nula la resolución de calificación ambiental que autorizaba la construcción del proyecto Central de Pasada Mediterráneo en el río Manzo, la empresa no se ha pronunciado respecto al destino que piensa darle a los derechos de agua de su propiedad en dicho río, tributario del Puelo.[cita requerida]